# Туманов, Степан Герасимович
Степан Герасимович Туманов (28 октября 1887, село Зуево, Богородский уезд, Московская губерния, Российская империя — 8 декабря 1971, г. Орехово-Зуево Московской обл., РСФСР, СССР) — советский химик, специалист в области керамических производств. Профессор, доктор технических наук, заслуженный деятель науки и техники РСФСР (1964).

## Биография
Родился в семье Зуевских староверов. Отец — Герасим Яковлевич Туманов — колорист текстильной фабрики Арсения Ивановича Морозова, являлся почётным гражданином города Богородска(ныне город Ногинск).
В 1905 году получил среднее образование в Александровском коммерческом училище в Москве. Образование продолжил в 1906 году в Лозанском университете (Швейцария). С 1907 по 1912 учился в Московском университете на физико-математическом факультете. С 1912 по 1913 год специализировался в области синтеза красок и крашения в Высшей школе химии и колористики в Мюльгаузене в Германии.
Участвовал в Первой мировой войне, воевал на Кавказском фронте в качестве командира взвода мортирного дивизиона 41-й мортирной артиллерийской дивизии. Демобилизован после развала фронта в 1918 году.
Трудовую и творческую деятельность начал в должности помощника колориста на Богородско-Глуховской мануфактуре. В 1918 году приглашён на Дулёвский фарфоровый завод для проведения опытов по получению керамических красок и организации их производств. В 1925—1926 гг. командирован ВСНХ РСФСР в Германию, Францию, Англию и США для ознакомления с производством фарфора и фаянса.
В 1931 году приглашён на кафедру керамики и огнеупоров Московского института силикатов и строительных материалов (с 1933 г. факультет химической технологии силикатных материалов МХТИ им. Д. И. Менделеева).
В 1935 году утверждён в звании профессора. В 1943 защитил докторскую диссертацию на тему «Получение голубых кобальтовых и розовых пигментов шпинельного типа».
По совместной инициативе С.Г Туманова и двух выпускников Московского университета: С.Н Грачёва (брат жены С.Г Туманова, Грачёвой Марии Николаевны, актрисы МХАТ и театра имени Вахтангова), С.М Гусева, был основан Дулевский красочный завод.
Похоронен в городе Орехово-Зуево.

## Научная деятельность
С. Г. Туманов — ведущий специалист в области керамики и огнеупоров, основатель и научный руководитель крупнейшего в СССР Дулёвского завода керамических красок. Проводил опыты по получению керамических красок и организовывал их производства. К концу 1918 года под его руководством было получено пять керамических красок, в дальнейшем производство расширялось, и к 1925 году все фарфорово- фаянсовые заводы страны снабжались дулёвскими красками. В дальнейшем разработал подглазурные краски для фарфора и фаянса, майоликовые краски, краски для стекла и тд.
В 1927 году предложил технологию получения красок ‘‘жидкого золота’’, которая известна в мире как ‘‘русский метод’’.
В 1922 г. руководил работой по исследованию глин богатой алюминием в Пермской губернии (Журавлинское месторождение), по заданию научно-технического отдела ВСНХ РСФСР (Уральская керамическая экспедиция 1922 г.). В 1929 году руководил изучением глины Губинского месторождения, которая применялась для изготовления облицовочной плитки, использовавшейся для отделки станций первой очереди Московского метрополитена. В 1933 году разработал и внедрил оригинальный способ получения литых фарфоровых протезов. Во время Великой Отечественной войны возглавлял работы по оборонной и медицинской тематике: получению оксида хрома, защитной бумаги, медицинского фарфора, зажигательных камней, глазных протезов. Во время 1941—1945 гг. благодаря Туманову и его соратникам Дулёвский красочный завод стал единственным поставщиком ювелирных эмалей для советских орденов, медалей, знаков отличия.
Организовал производство оловянных красок, розовых, малиновых и жёлтых пигментов. Разработал теорию строения керамических пигментов по типу кристаллических решёток естественных минералов. Разработал палитру подглазурных красок, стойких до 1300 градусов Цельсия, разные электротехнические и ювелирные эмали, эмали по алюминию для авиации и монетных дворов.
Научные труды Степана Герасимовича Туманова позволили отказаться от импорта керамических красок различного назначения.

## Награды
Награждён орденами Ленина, Трудового Красного Знамени (1957), медалями «За оборону Москвы», «За доблестный труд», «В память 800-летия Москвы». Заслуженный деятель науки и техники РСФСР (1964). Почётный гражданин Орехово-Зуевского района, в его честь названа улица в Ликино-Дулёво.

## Труды
Туманов С. Г. Пороки в производстве фарфора и фаянса их причины и устранение. — [Ленинград] : Госхимтехиздат. Ленингр. отд-ние, 1934 (тип. им. Бухарина). — Обл., 64, [2] с.; 20х14 см.